# Wojciech Olszewski (muzyk)
Wojciech Olszewski – polski kompozytor, aranżer, pianista i wykładowca akademicki.

## Życiorys
Wieloletni kompozytor, aranżer, muzyk sesyjny oraz członek m.in. Orkiestry Zbigniewa Górnego, Zygmunta Kukli, Alex Bandu pod dyr. Aleksandra Maliszewskiego, a także wielu orkiestr estradowych występujących w kraju i za granicą. Pianista i kierownik muzyczny zespołów współpracujących z Marylą Rodowicz, Ryszardem Rynkowskim, Krystyną Prońko, grupą VOX czy Zbigniewem Wodeckim. Od 2005 roku wykładowca w Akademii Muzycznej im. I.J. Paderewskiego w Poznaniu, w której prowadzi klasę kompozycji i aranżacji, fortepianu jazzowego i harmonii jazzowej. W latach 2012–2016 pełnił funkcję prodziekana Wydziału Instrumentalnego. Specjalizuje się w dydaktyce dotyczącej rozszerzonej harmonii w muzyce jazzowej i rozrywkowej, gry na fortepianie w zakresie muzyki jazzowej, filmowej oraz estradowej, a także kompozycji, aranżacji i instrumentacji orkiestrowej. W 2019 roku został powołany na dyrektora Instytutu Jazzu i Muzyki Estradowej swej macierzystej uczelni. W 2020 roku uzyskał tytuł profesora.

## Nagrody i wyróżnienia
- Medal za Długoletnią Służbę
- Zasłużony dla Kultury Polskiej
- Medal Komisji Edukacji Narodowej
- Gloria Artis (brązowy)

## Wybrane publikacje
- Podstawy harmonii we współczesnej muzyce jazzowej i rozrywkowej. Kraków: Polskie Wydawnictwo Muzyczne, 2010. ISBN 978-83-224-0897-1. Brak numerów stron w książce
- Sztuka aranżacji w muzyce jazzowej i rozrywkowej. Kraków: Polskie Wydawnictwo Muzyczne, 2010. ISBN 978-83-224-0919-0. Brak numerów stron w książce